# Edmond Lebel

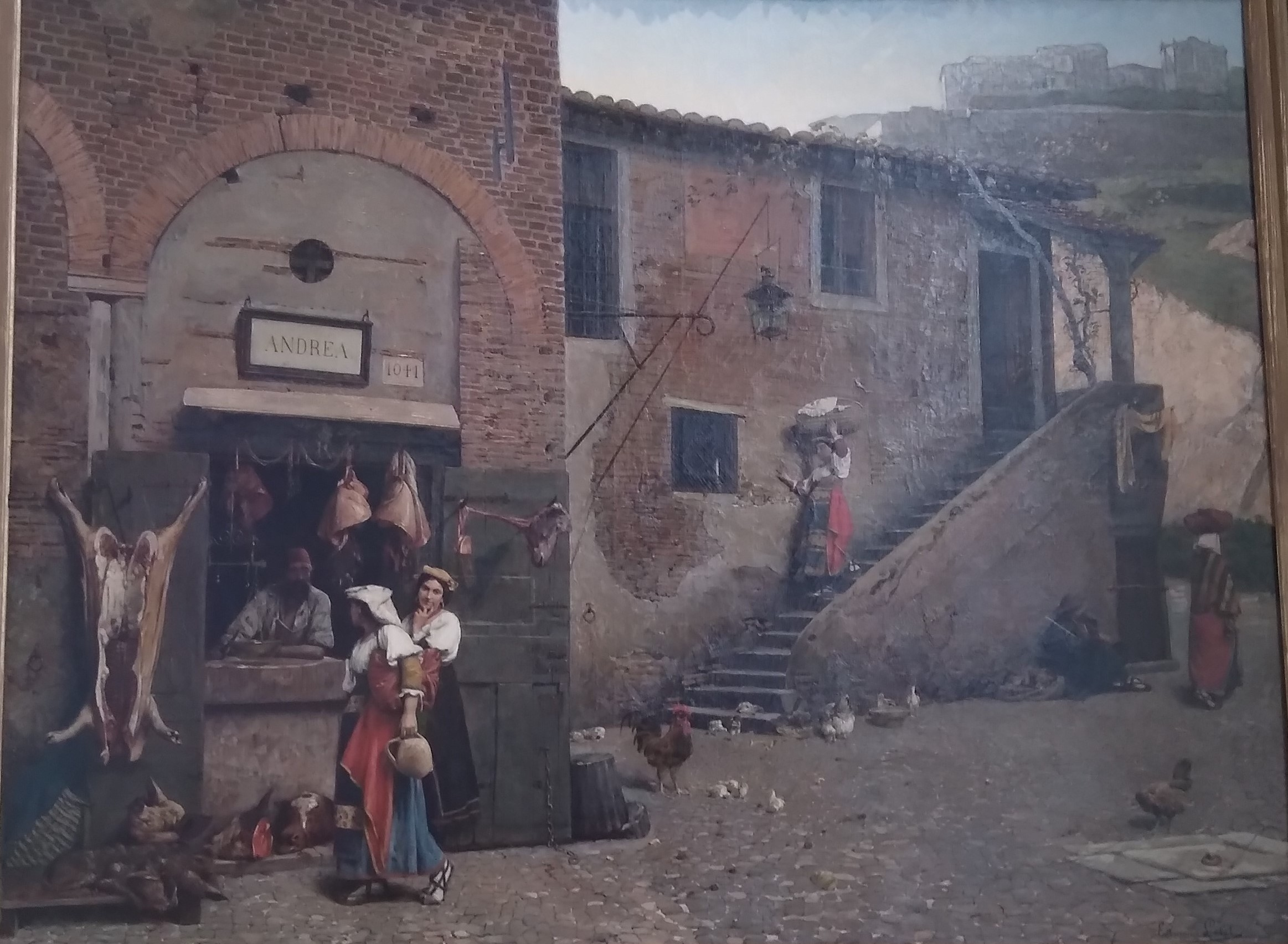
Ein Fleischerladen in Trastevere in Rom, 1875. Amiens, Museum der Picardie.

Edmond Lebel (* 5. Februar 1834 in Amiens; † 17. September 1908 ebenda) war ein französischer Maler.

## Leben

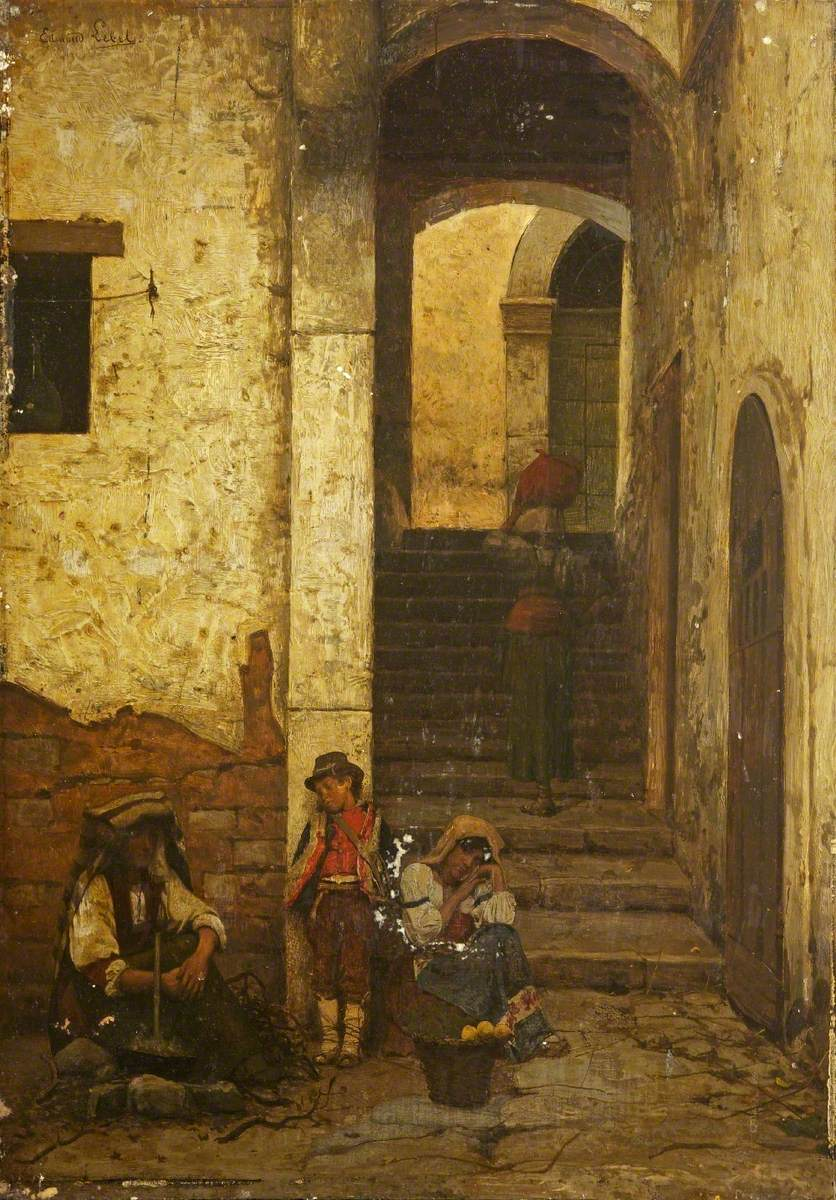
Straßen Szene in San Germano, ca. 1872/1876. National Trust, UK.

Edmond Lebel wurde am 5. Februar 1834 in Amiens geboren, wo sein Vater Professor am Collège war. Seinen ersten Zeichenunterricht erhielt er im Atelier seines Vaters. Lebel studierte im Atelier von Léon Cogniet, wo er mit Jules Lefebvre und Léon Bonnat zusammenarbeitete, der später sein Freund blieb und ihn porträtierte.
Nach einem Aufenthalt in der Bretagne, wo einige Gemälde wie Bretonische Trinker in Pleyben entstanden, die heute im Museum von Bayonne zu sehen sind, reiste Lebel nach Italien. Dort malte er zahlreiche Genrebilder, die von italienischen Volksbräuchen inspiriert waren, wie Neapolitanische Bäuerinnen und Ein Gelübde in San Germano. Diese Werke brachten ihm zahlreiche Auszeichnungen ein, darunter eine Medaille zweiter Klasse in Paris 1872, ein Grand Diplôme d'Honneur in Amiens, eine Vermeil-Medaille in Wien 1873 und eine große Medaille in London 1874.
1872 kaufte der Staat sein Gemälde Ein Gelübde in San Germano für 3000 Francs. 1878 stellte er auf der Weltausstellung das Gemälde Ein Kardinal verlässt die Kirche Santa Maria della Pace in Rom und segnet eine Pilgerfamilie aus, das heute im Museum von Rouen zu sehen ist. Ein weiteres Gemälde, Die Heilige Treppe in San Benedetto bei Subiaco (Italien), wurde 1879 vom Staat für 1500 Francs erworben und dem Museum von Le Mans übergeben.
Am 30. Januar 1880 übernahm Lebel nach dem Rücktritt von Gustave Morin die Doppelfunktion als Konservator des Museums und Direktor der städtischen Mal- und Zeichenschule von Rouen. Er ordnete die alten und modernen Säle des Museums neu und gab einen neuen Katalog heraus. Außerdem organisierte er städtische Ausstellungen und arbeitete an der nationalen und kolonialen Ausstellung von 1896 mit.
Unter seiner Leitung wurde die ehemalige Stadtschule 1881 in eine Regionalschule umgewandelt und Lebel wurde korrespondierendes Mitglied der Akademie von Rouen. 1895 organisierte er den Umzug der Schule in die Gebäude der Haute-Vieille-Tour. 18 Jahre lang lehrte er in Rouen. Nach 18-jähriger Tätigkeit in Rouen ging Lebel am 31. Oktober 1898 in den Ruhestand und ließ sich in Amiens nieder, wo er bis zu seinem Tod am 17. September 1908 lebte.